# Päpstliche Akademie
Die Päpstlichen Akademien sind Institutionen, mittels deren die Römische Kurie am wissenschaftlichen und künstlerischen Leben teilnimmt.

## Geschichte
Der Ursprung der Päpstlichen Akademien reicht zurück in die frühe Neuzeit, in der sich eine Vielzahl von kleinen Gesellschaften von Gelehrten oft „Akademien“ nannten. Sie waren die Vorläufer der heutigen Wissenschaftsakademien.

## Akademien

### Päpstliche Akademie der schönen Künste und der Literatur
Die 1542 gegründete Päpstliche Akademie der schönen Künste und der Literatur (it. Pontificia Insigne Accademia di Belle Arti e Letteratura dei Virtuosi al Pantheon) ist die älteste unter den Akademien.

### Päpstliche Akademie für Theologie
Die Päpstliche Akademie für Theologie (it. Pontificia Academia Theologica) wurde 1695 in Rom gegründet und erhielt 1718 ihre ersten Statuten durch Papst Clemens XI. Papst Clemens XIV. förderte die Akademie. Gregor XVI. verfasste 1838 spezifische Gesetze und Reglemente. Johannes Paul II. reformierte die Pontificia Academia Theologica im Jahr 1999.
Die Päpstliche Akademie für Theologie, die in der Vatikanstadt ihren Sitz hat, befasst sich mit dem Dialog zwischen Glaube und Vernunft sowie der Vertiefung der Lehre der Kirche. Die Enzyklika Fides et ratio von Papst Johannes Paul II. war ein „Arbeitsplan“ für die Tätigkeit.
Papst Franziskus hat am 21. Juni 2014 den kanadischen Moraltheologen und Ratzinger-Schüler Real Tremblay CSsR zum neuen Präsidenten der Päpstlichen Akademie für Theologie ernannt. Er tritt die Nachfolge von Manlio Sodi SDB an.

### Internationale Marianische Päpstliche Akademie
Die Internationale Marianische Päpstliche Akademie (lat.: Pontificia Academia Mariana Internationalis PAMI) ist eine Päpstliche Akademie mit Sitz in der Vatikanstadt zur Koordination von Wissenschaftlern und Studenten der Mariologie.

### Päpstliche Akademie der Wissenschaften
Die Päpstliche Akademie der Wissenschaften (lat. Pontificia Academia Scientiarum) ist gemäß dem international dominierenden Verständnis des Wortes „scientiae“ eine naturwissenschaftliche Akademie. In ihrer heutigen Form wurde sie 1936 von Papst Pius XI. eingerichtet; sie sieht sich aber in der Tradition der Accademia dei Lincei, die auf das Jahr 1603 zurückgeht.
Ihr gehören 80 namhafte Wissenschaftler, auch nichtkatholische, aus aller Welt an. Anfang 2011 wurde der protestantische Mikrobiologe und Genetiker Werner Arber von Papst Benedikt XVI. zum Präsidenten der Akademie der Wissenschaften ernannt.

### Päpstliche Akademie der Sozialwissenschaften
Die von Papst Johannes Paul II. 1994 gegründete Päpstliche Akademie der Sozialwissenschaften (lat. Pontificia Academia Scientiarum Socialium) beruht auf dem Motu proprio „Socalium scientiarum“ vom 1. Januar 1994.

### Päpstliche Akademie für das Leben
Die von Papst Johannes Paul II. 1994 gegründete Päpstliche Akademie für das Leben (lat. Pontificia Academia Pro Vita) beruht auf dem Motu proprio „Vitae mysterium“ vom 11. Februar 1994. Präsident ist seit 2010 Ignacio Carrasco de Paula.

### Päpstliche Akademie für die lateinische Sprache
Die Päpstliche Akademie für die lateinische Sprache (lat. Pontificia Academia Latinitatis) wurde am 10. November 2012 von Papst Benedikt XVI. mit dem Motu proprio Latina Lingua zur Förderung der lateinischen Sprache gegründet. Sie ist an den Päpstlichen Rat für die Kultur angeschlossen. Präsident ist seit 2012 Ivano Dionigi, Sekretär ist Roberto Spataro SDB.